# Forteresse de Travnik
La forteresse de Travnik se trouve en Bosnie-Herzégovine, sur le territoire de la ville de Travnik et dans la municipalité de Travnik. Elle remonte au Moyen Âge et à la période ottomane et est inscrite sur la liste des monuments nationaux de Bosnie-Herzégovine.

## Description

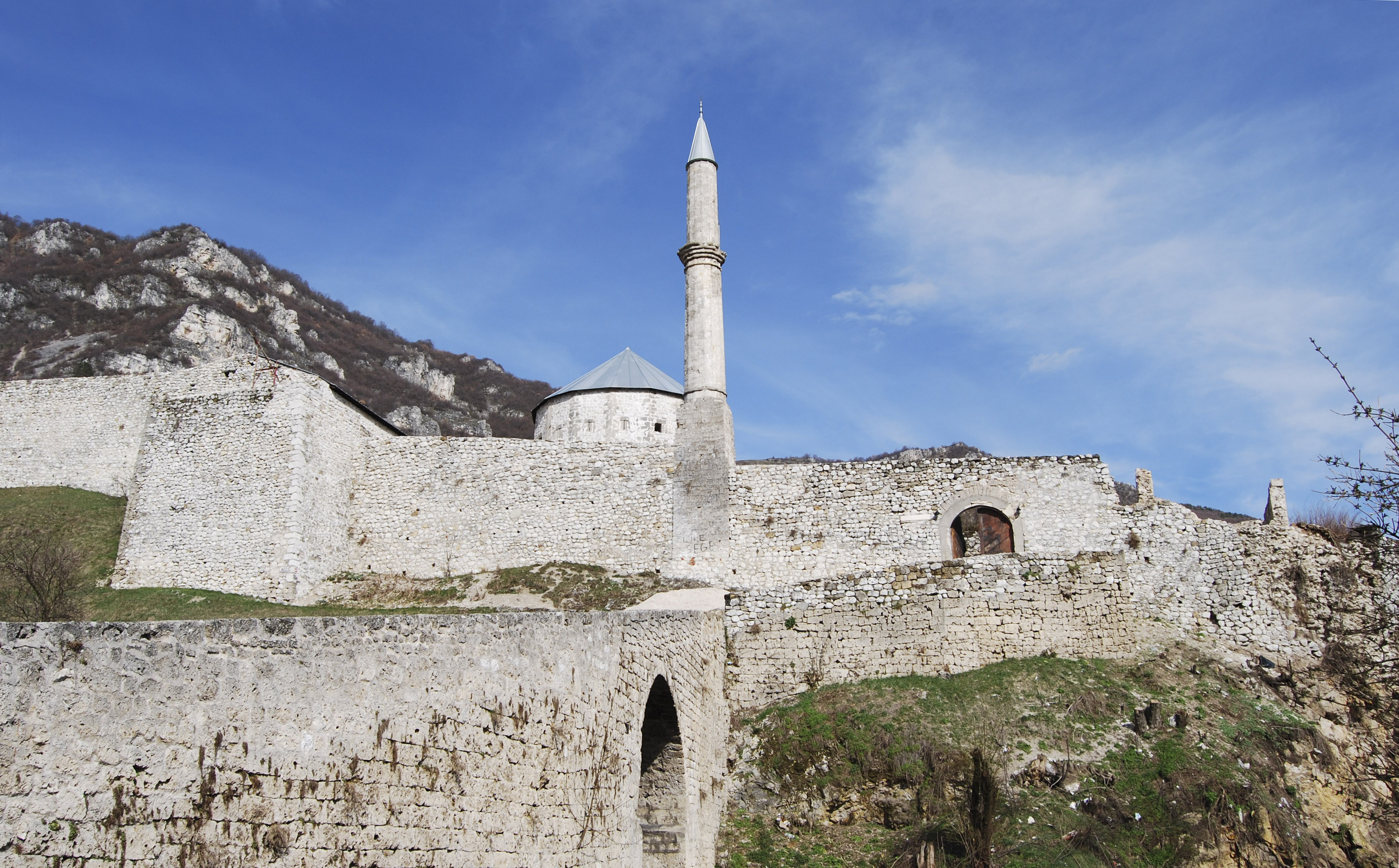
Autre vue de la forteresse